# Fuzuli
Fuzuli (Füzuli) este un oraș din Azerbaidjan.
A fost denumit în cinstea poetului azer Muhammad Fuzûlî.